# Les morts ont tous la même peau
Les morts ont tous la même peau est un roman policier rédigé en 1947 par Boris Vian sous le pseudonyme de Vernon Sullivan. Le précédent roman de Vian, J'irai cracher sur vos tombes, est attaqué en justice par le « Cartel d'action sociale et morale » dirigé par l'architecte protestant Daniel Parker. Vian réplique en traduisant en février 1947 un autre récit de Sullivan Les morts ont tous la même peau, dont le héros, trois fois assassin, porte le nom de Dan Parker.

## Résumé
Ce roman raconte l'histoire de Dan, un sang-mêlé (un noir à peau blanche). Il travaille comme videur dans un bar new-yorkais et, marié à une femme blanche, a réussi à se faire une place dans la société des blancs sans que ceux-ci ne sachent rien de ses origines. Sa vie était parfaite jusqu'au jour où un homme disant être son frère vient lui réclamer de l'argent en le menaçant de raconter aux gens ses vraies origines. Menacé, Dan assassinera « son frère », allant au-devant de graves ennuis et d'autres crimes.